# David Saint-Jacques
David Saint-Jacques (Québec, 6 januari 1970) is een Canadees ruimtevaarder werkende voor het Canadian Space Agency. In 2018 en 2019 nam hij voor het eerst deel aan een missie naar het Internationaal ruimtestation ISS. 
Saint-Jacques maakte deel uit van NASA Astronautengroep 20. Deze groep van 14 astronauten begonnen hun training in augustus 2009 en werden op 4 november 2011 astronaut. 
In mei 2016 werd Saint-Jacques gekozen voor zijn eerste missie. Zijn eerste ruimtevlucht Sojoez MS-11 werd op 3 december 2018 gelanceerd. Hij verbleef 6 maanden aan boord van het Internationaal ruimtestation ISS verblijven voor ISS-Expeditie 58 en ISS-Expeditie 59. Hij maakte tevens onderdeel uit van de reservebemanning voor Sojoez MS-09.